# أليكس جوزيف
أليكس جوزيف (بالإنجليزية: Alex Joseph)‏ هو لاعب كرة قدم أمريكية أمريكي، ولد في 6 يوليو 1988 في بريدجبورت في الولايات المتحدة.

## وصلات خارجية
- أليكس جوزيف على موقع مرجع كرة القدم المحترفة.كوم (الإنجليزية)
- أليكس جوزيف على موقع JustSportsStats.com (الإنجليزية)